# Uller

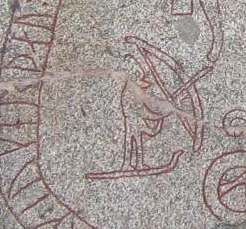
Figur mit Skiern und Bogen, vermutlich Ull(e)r, auf dem Böksta Runenstein aus dem 11. Jahrhundert

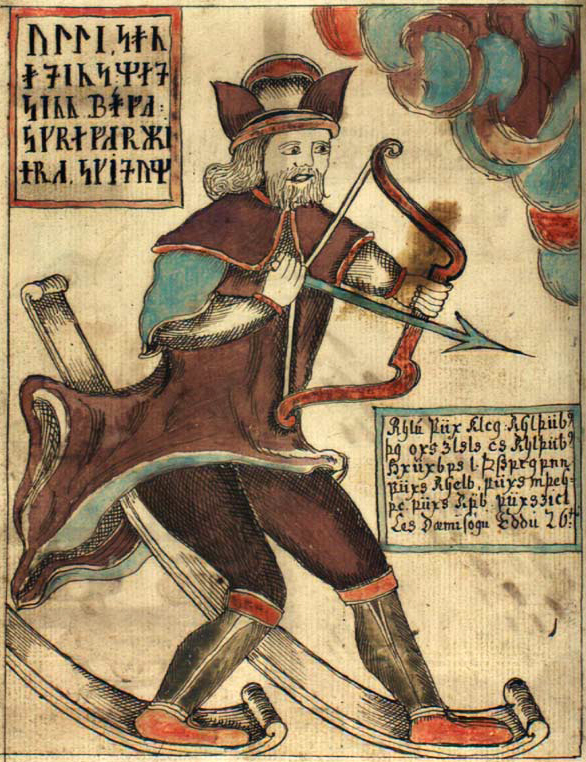
Uller – Illustration aus einer isländischen Edda-Handschrift von 1760

Uller (altnord. Ullr: „der Ehrenhafte“; altengl. wuldor: „Glanz, Ruhm“), auch Ullar, Ull, Holler, Oller oder Vulder genannt, ist in der nordischen Mythologie der Gott des Winters, der Jagd, des Zweikampfes, der Weide und des Ackers. Er gehört den Asen, dem jüngeren Göttergeschlecht, an und wohnt der Sage nach in seiner selbst gebauten Halle Ydalir (Eibental) in Asgard.
In Tierfelle gehüllt und mit Pfeil und Bogen bewaffnet gebaut aus der Eibe die rings um seinen Palast wächst geht er auf die Jagd.

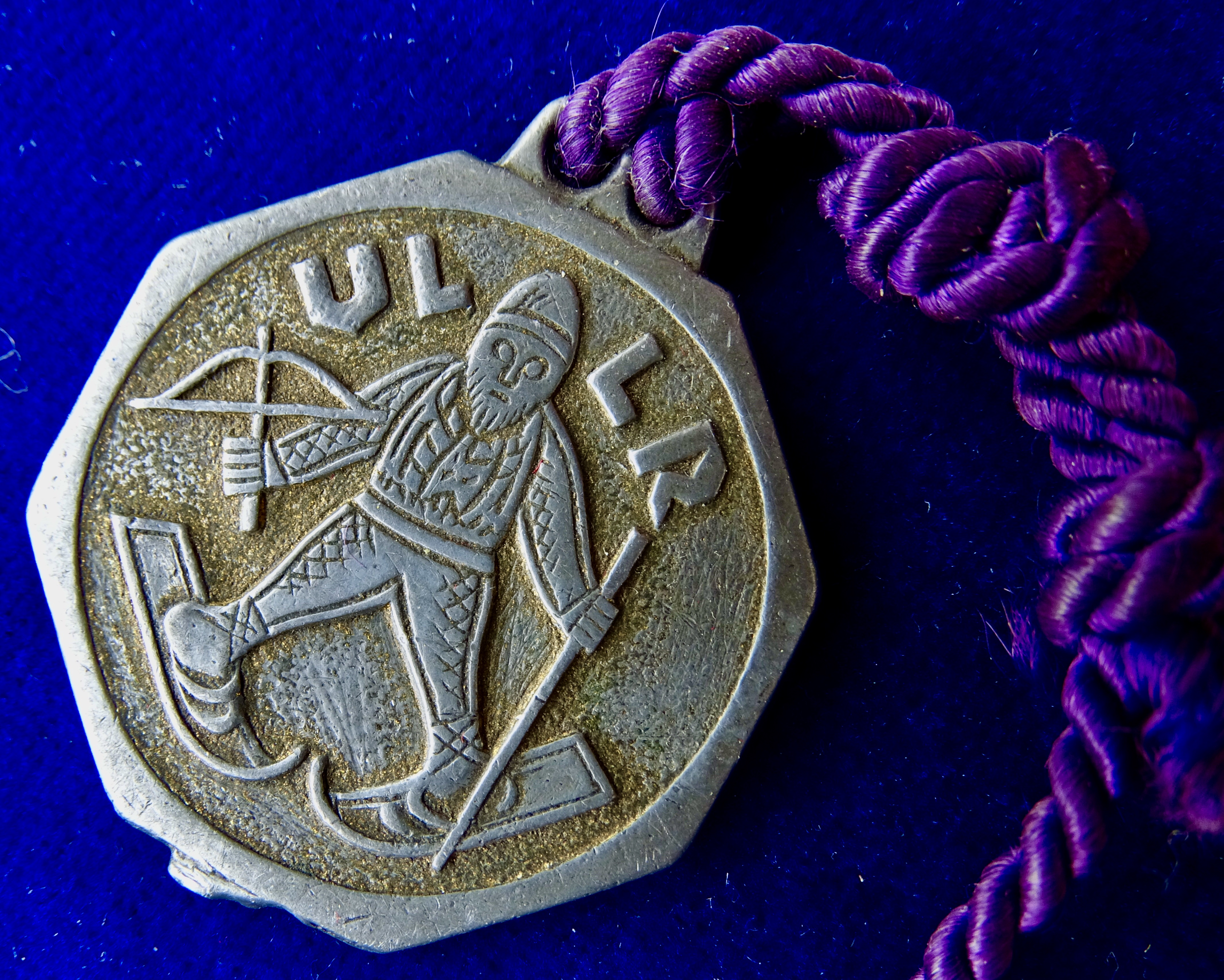
Talisman mit „Ullr“ auf Skiern, mit Haube, Schistock in der linken, Pfeil und Bogen in der rechten Hand. Metallguss, um 1950, mit Kordel durch Lochpaar zum Anhängen.

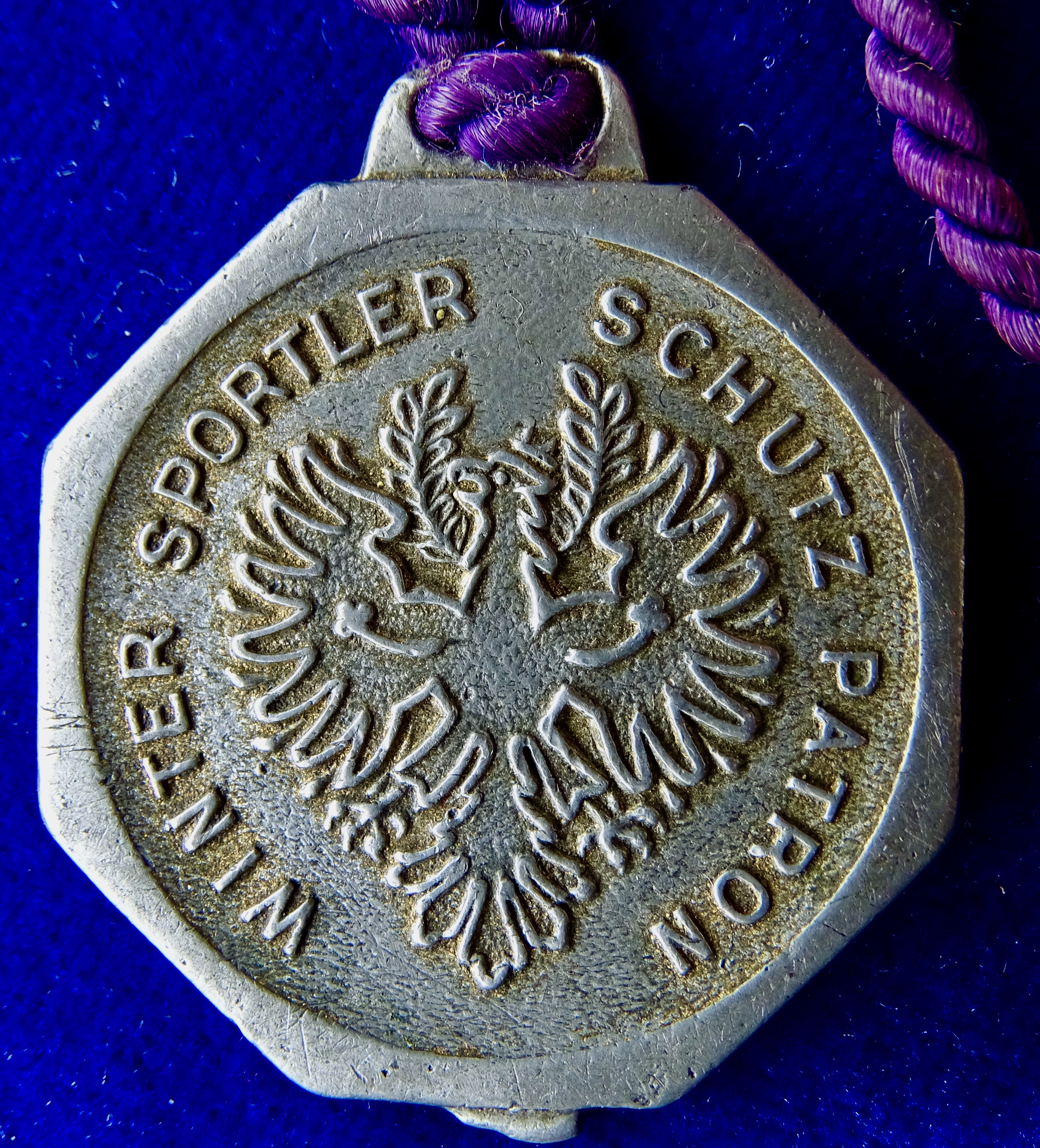
Rückseite des achteckigen Uller mit Tiroler Adler, Umschrift „Winter/Sportler/Schutz/Patron“

Die Forschung vermutet, dass Uller ein sehr alter Gott gewesen ist, was seine Beziehungen zur Magie unterstreicht. In manchen Gebieten wurde Uller als Hauptgott verehrt (Philippson).
In späterer Zeit taucht Uller in der Edda als der Sohn der Sif und Stiefsohn des Thor auf.
In den 1950er bis 1970er Jahren waren Talismanne mit der Darstellung des Ullers auf Skiern bei Wintersportlern weit verbreitet. Im übertragenen Sinn wurden die typisch kreisförmigen Anhänger meist mit Wintersportmotiven im Erzgebirge auch selbst als Uller bezeichnet. Ein Uller konnte an der Schlaufe eines Schistocks, an Kleidung, Rucksack oder Bauchtasche angebunden, sichtbar getragen werden oder weniger störend und verlustgefährdet in irgendeiner zugezippten Tasche.